# Revista Brasileira de Farmacognosia
Revista Brasileira de Farmacognosia – Brazilian Journal of Pharmacognosy, abgekürzt Rev. Bras. Farmacogn. – Braz. J. Pharmacogn., ist eine wissenschaftliche Fachzeitschrift, die vom Elsevier-Verlag im Auftrag der Brasilianischen Gesellschaft für Pharmakognosie veröffentlicht wird. Die Zeitschrift erscheint derzeit mit vier Ausgaben im Jahr. Es werden Arbeiten veröffentlicht, die sich mit der Erforschung von pflanzlichen Arzneimitteln beschäftigen.
Der Impact Factor lag im Jahr 2014 bei 0,834. Nach der Statistik des ISI Web of Knowledge wird das Journal mit diesem Impact Factor in der Kategorie Pharmakologie und Pharmazie an 221. Stelle von 254 Zeitschriften und in der Kategorie medizinische Chemie an 54. Stelle von 59 Zeitschriften geführt.